# Queima de livros no Chile

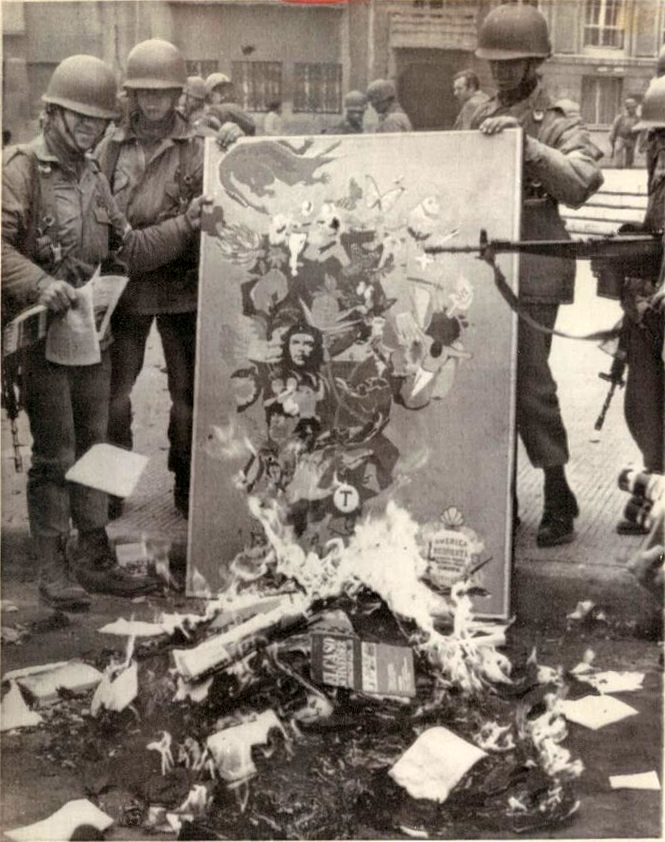
Soldados chilenos queimando livros em 1973.

A queima de livros no Chile foi feita pela junta militar liderada pelo ditador Augusto Pinochet após o Golpe de Estado no Chile em 1973. Os militares queimaram os livros que consideravam subversivos, incluindo literatura de esquerda, bem como outros livros que não se encaixavam na ideologia da junta, fazendo parte de uma campanha para "extirpar o câncer marxista".
Após o golpe, os militares começaram ataques para encontrar potenciais opositores do regime, que foram detidos e alguns deles executados no Estádio Nacional e em outros lugares. Além disso, durante os ataques, os militares reuniram e queimaram um grande número de livros: não apenas a literatura marxista, mas também a literatura sociológica em geral, jornais e revistas. Além disso, esses livros foram retirados das prateleiras de livrarias e bibliotecas.
A queima esporádica de livros ocorreu durante todo o regime da junta, que durou até 1990. Em 28 de novembro de 1986, as autoridades aduaneiras apreenderam cerca de 15 000 cópias do livro A Aventura de Miguel Littín Clandestino no Chile, de Gabriel García Márquez, que, mais tarde, foram incendiadas pelas autoridades militares de Valparaíso. Juntamente com elas, cópias de um livro de ensaios do candidato presidencial venezuelano Teodoro Petkoff também foram queimadas.
A queima de livros atraiu protestos internacionaisː a American Library Association os condenou, argumentando que era "uma forma desprezível de supressão" que "viola os direitos fundamentais do povo chileno".